# Adolf Horák
Adolf Horák (16. května 1908, Lenky (Polsko) – 1. března 1945, Terezín) byl československý voják a velitel výsadku Sulphur.

## Mládí
Narodil se 16. května 1908 v obci Lenky v Polsku. Otec Jan byl zemědělským odborníkem a rybníkářem, matka Marie, rozená Eliášková byla v domácnosti. Měl tři sestry a dva bratry. Kvůli otcovu zaměstnání se s rodinou často stěhoval po východní Evropě. Základní vzdělání získal v Polsku a v Plzni. V roce 1927 odmaturoval na vyšší hospodářské škole.

## Vojenská služba
K základní vojenskou službu nastoupil 1. října 1928 v Klatovech u dragounů. Na svobodníka byl povýšen po absolvování poddůstojnické školy. 30. září 1929 byl odeslán do záložní důstojnické školy. Po jejím absolvování se v hodnosti četaře vrátil zpět do Klatov. 1. dubna 1930 byl přeložen do Dobřan, 7. dubna odešel do zálohy.
Do roku 1933 pracoval v Rybničním hospodářství města Plzně a podnikal v oboru regulace vodních toků. Poté nastoupil na vojenské cvičení a po roce si podal žádost k vykonání další dobrovolné činné služby. Od 15. ledna 1935 nastoupil u dragounského pluku v Hodoníně. 23. února 1936 požádal o uvolnění a 1. ledna 1937 nastoupil k Zemskému policejnímu prezidiu v Praze jako instruktor. Po složení zkoušek pro policejní důstojníky byl 2. července 1939 přeložen do Hradce Králové. Propuštěn byl 17. listopadu 1939 pro nesrovnalosti ve službě (důvodem bylo vystavení falešné směnky, vina ale nikdy nebyla prokázána). Po odchodu od policie žil v Praze a byl zapojen do činnosti Obrany národa.

## V exilu
Protektorát opustil 7. března 1940 a přes Maďarsko a Sýrii se dostal do Francie. V Agde byl 17. dubna 1940 prezentován do československé zahraniční armády. Bojů o Francii se nezúčastnil. 7. července 1940 byl evakuován do Anglie. 29. září 1940 utrpěl zlomeninu lýtkové kosti. 28. října byl povýšen do hodnosti nadporučíka jezdectva. Od července 1942 sloužil u polního četnictva, v té době byl také vybrán pro plnění zvláštních úkolů.
V období od 26. září 1942 do 23. září 1943 prodělal základní sabotážní kurz, parakurz, šifrovací a zvláštní přípravu, konspirační výcvik s následným konspiračním cvičením, dále potom kurzy spojovací a střelecký, dále potom spojovací a šifrovací kurz. Od 23. září do 27. září 1943 prodělal spojovací cvičení. 15. října 1943 odlétl na Maltu. 25. prosince 1943 se po dvou nezdařených pokusech o výsadek přesunul do Itálie.

## Nasazení
Společně s Oldřichem Jankem seskočili 9. dubna 1944 u Všetat. Na kontaktních adresách se jim nepodařilo se uchytit a 20. dubna byl zatčen četníky. Na gestapu vypověděl vše, co věděl o organizaci výcviku a úkolech dalších skupin a prozradil šifrovací klíč. Zároveň přislíbil spolupráci. Podílel se na likvidaci výsadku Chalk a dopadení npor. Lepaříka z výsadku Glucinium. Z moci gestapa a ze svého konfidentského závazku se pokusil uniknout společně s Jankem útěkem na Slovensko. Jejich plán byl ale odhalen. Byl uvězněn na Pankráci v říjnu 1944, poté převezen do Terezína, kde byl 1. března 1945 zastřelen.

## Vyznamenání
- 1943 –  Československý válečný kříž 1939
- 1944 –  Pamětní medaile československé armády v zahraničí se štítky Francie a Velká Británie